# Daimi Gentle
Daimi Gentle (født 1. januar 1944 i København som Daimi Augusta Larsen) er en dansk sangerinde og skuespiller.
I 1949 flyttede hun med sine forældre til Esbjerg. Som ung skolepige på 17 år optrådte Daimi i en TV talentkonkurrence i Centralmagasinet, (senere Magasin ANVA) i Esbjerg, hvor hun sad i et telt og sang "Travelling Light". Denne optræden gjorde hende øjeblikkelig til et kendt navn. Hun indspillede en række Brenda Lee og Helen Shapiro-inspirerede singler for TONO, men hendes udtryk drev hende hurtigt over i det mere – efter datidens forhold – modne repertoire, først som sangerinde i Jørn Grauengaards orkester i 1964 og siden som revykunstner, bl.a. sammen med Dirch Passer og Preben Kaas. Sidstnævnte satte også Annie Get Your Gun op med Daimi i hovedrollen. Musikken findes på LP og CD.
Hun har også prøvet at optræde som Lommerpige på ABC Teatret. Herudover har Daimi haft roller på Det Ny Teater og på Falkoner-scenen.
Fra 1975 og mange år frem var Daimi Gentle ansat på Jytte Abildstrøms teater på Riddersalen, og op gennem 1970'erne udgav hun en del plader med vidt forskelligt materiale, lige fra julesalmer til country-rock.
Gennem sin karriere har hun ligeledes optrådt i jazzsammenhænge, bl.a. med Louisiana Jazzband og var også solist med Kansas City Stompers. De mere poppede ting fremfører hun i dag kun sporadisk. Hun udgav på eget selskab en 40-års jubilæums-cd i 2001 og fik i 2006 rollen som kokkepigen Laura i musical-opsætningen af Matador i Operahuset.
Hun har i mange år været gift med den britiske musiker Clifford "Cliff" Gentle, der døde i efteråret 2014. Cliff Gentle var uddannet murer og urmager samt lærer/behandler indenfor Alexanderteknik. Cliff Gentle var autodidakt musiker og guitarist i The Phantoms, der udgav adskillige plader i Sverige op gennem 1960'erne, hvor de var opvarmning for prominente navne såsom The Beatles, The Searchers og Gerry and the Pacemakers.

## Diskografi
Singler
- Travelin' Light / Baby-Sittin' Boogie (1961)
- Piger Elsker Drenge! / En Pige På Seksten (1961)
- Hey, Hey, Good Lookin' / Vi Unge (1962)
- Lots Of Fun / The Boy I'm In Love With (1962)
- 1+Mig / Ja Eller Nej? (1962)
- José Sagen (1965)
- Skandale I Familien / Trumpet Shake (feat. Jørgen Grauengaards Orkester)
- Hvem Har Du Kysset I Din Gadedør (1967) / Sonny Boy (1967)

Albummer
- Jørn Grauengaards Orkester Featuring Daimi (1965)
- Pippi Langstrømpe (1967)
- Annie Get Your Gun (1968)
- Daimi Synger Rifbjerg (1968)
- Daimi Synger Cornelis Vreeswijk (1969)
- Glædelig jul fra Daimi (1972)
- Balladen Om Klante Kofoed (1973)
- Jeg skal komme efter dig (1974)
- Den dag verden blev væk (1975)
- Troldbiks med dobbelt spejl (1977)
- Kansas City Stompers med Daimi og Otto (1978)
- Solen har to tænder (m. Ina Løndahl) (1977)
- Dorte bli'r klog på julen (1978)
- Det Er Dansk Det Er Daimi & Kansas (1982)
- Sentimental Journey (1994)
- 40 års Jubi (2001)

## Filmografi
- Don Olsen kommer til byen – 1964
- Pigen og greven – 1966
- Tre små piger – 1966
- Nu stiger den – 1966
- Cirkusrevyen (1967) – 1967
- Jeg er sgu min egen – 1967
- Det var en lørdag aften – 1968
- Damernes ven – 1969
- Løgneren – 1970
- Familien med de 100 børn – 1972
- Solstik på badehotellet – 1973
- Barndommens gade – 1986
- Snøvsen – 1992
- Dybt vand – 1999
- Flyvende farmor – 2001
- Der var engang en dreng – 2006
- Julestjerner – 2012